# بول كاف
بول كاف (بالإنجليزية: Paul Cuffe)‏ المعروف أيضًا باسم بول كوفي (17 يناير 1759 - 7 سبتمبر 1817)، رجل أعمال أمريكي، وتاجر صيد بحري ومناصر للإبطالية. ولد كزنجي معتق في عائلة متعددة الأعراق في جزيرة كوتيهونك، ماساتشوستس، ثم أصبح تاجرًا ناجحًا وقبطانًا. والدته، روث موسيس، من قبيلة وامبانواغ هارويتش، كيب كود، ووالده، من شعب أشانتي، أُسر وهو طفل في غرب أفريقيا وبيع ضمن عمليات تجارة العبيد عبر الأطلسي في نيوبورت حوالي عام 1720. في منتصف عام 1740، أُعتق والده من قِبَل سيّده، جون سلوكوم، وهو أحد أعضاء جمعية الأصدقاء الدينية. تزوج والداه عام 1747 في دارتموث، ماساتشوستس.
بعد وفاة والده وهو في الثالثة عشرة من عمره، ورث كاف وشقيقه الأكبر سنًا جون مزرعة الأسرة (مع الاحتفاظ بحق الانتفاع للأم). سكن الأخوان هناك مع أمهم وثلاث أخوات أصغر سنًا. في العام التالي، وقَّع كاف على رحلته الأولى من بين ثلاث رحلات لصيد الحيتان في جزر الهند الغربية. خلال حرب الاستقلال الأمريكية، سلَّم كاف البضائع إلى نانتوكيت بعد تمكنه من الهرب من الحصار البحري البريطاني على قارب بحري صغير. بعد الحرب، قام ببناء شركة شحن مربحة على طول ساحل المحيط الأطلسي وفي أجزاء أخرى من العالم. بنى كاف أيضًا سفنه الخاصة في حوض واسع على نهر ويستبورت. في ويستبورت، ماساتشوستس، أسَّس كاف أول مدرسة دمج عرقي في الولايات المتحدة.
انضم كاف إلى جمعية الأصدقاء الدينية ضمن اجتماع ويستبورت عام 1808. وكثيرًا ما كان يتحدث عن خدمات يوم الأحد في دار اجتماعات ويستبورت، وأيضًا في اجتماعات الجمعية الأخرى في فيلادلفيا، بنسلفانيا. في عام 1813، تبرع كاف بنصف المال من أجل إنشاء دار اجتماعات جديدة في ويستبورت، وأشرف على أعمال البناء بالكامل، وما يزال المبنى موجودًا حتى الآن. مع العلم أن الجمعية قد استقبلت عددًا قليلًا فقط من الأمريكيين الملونيين في ذلك الوقت.
ساهم كاف في المسعى البريطاني الهادف لإيجاد مستعمرة في سيراليون، التي نقل البريطانيون إليها أكثر من 1000 من العبيد المحررين في الأصل من أمريكا. اعتُبر البعض منهم من العبيد الوطنيين الأمريكيين الذين التمسوا اللجوء والحرية مع البريطانيين خلال الحرب. بعد هزيمة البريطانيين، أُخذوا هؤلاء العبيد المحررين أولًا إلى نوفا سكوشا ولندن. ثم في عام 1792، عرضوا عليهم فرصة لإقامة مستعمرة خاصة بهم في سيراليون، حيث أعيد توطينهم.
بناء على إلحاح من كبار أعضاء الإبطالية البريطانيين، في عام 1810، أبحر كاف إلى سيراليون لمعرفة ظروف المستوطنين هناك وما إذا كان يستطيع مساعدتهم. خلَّص كاف إلى أنه ينبغي بذل جهود أكبر لزيادة الإنتاج المحلي للسلع الأساسية القابلة للتصدير وتطوير الإمكانيات لتدعيم النقل البحري بدلًا من مواصلة تصدير العبيد المحررين. أبحر كاف إلى إنجلترا للقاء أعضاء المؤسسة الأفريقية، الذين كانوا من كبار أعضاء الإبطالية أيضًا. قدَّم توصياته لتحسين حياة جميع الناس في سيراليون. وقد لقيت توصياته قبولًا حسنًا في لندن وقام بعد ذلك برحلتين إضافيتين إلى سيراليون لمحاولة تنفيذها بشكل أوسع.
في رحلته الأخيرة في 1815-16، نقل كاف تسع أسر من السُّود الأحرار من ماساتشوستس إلى سيراليون للمساعدة والعمل مع العبيد السابقين وغيرهم من السكان المحليين لتطوير اقتصاد المنطقة. يربط بعض المؤرخين عمل كاف «بحركة العودة إلى أفريقيا» التي ترُّوج لها جمعية الاستعمار الأمريكية المنظمة حديثًا. ركزت المجموعة المكونة من الشماليين والجنوبيين على حد سواء على إعادة توطين السُّود الأحرار من الولايات المتحدة إلى أفريقيا - ما أدى في نهاية المطاف إلى تنمية ليبريا. وقد طلب قادة الرابطة مشورة بول كاف ودعمه لجهودهم. وبعد بعض التردد، وبالنظر إلى الاعتراضات القوية من قِبَل السُّود الأحرار في فيلادلفيا ومدينة نيويورك على اقتراح رابطة الدول المستقلة، اختار كاف عدم دعم الرابطة معربًا عن اعتقاده بأن جهوده في توفير التدريب والآلات والسفن لشعوب أفريقيا ستمكنها من تحسين حياتها والارتقاء في العالم.

## السيرة الذاتية

### النقل البحري
في عام 1787، بنى بول كاف وصهره مايكل واينر (زوج ماري سلوكوم، أخته الأكبر سنًا وأكبر من بول بعشر سنوات) أول سفينة لهما معًا، بوزن25 طنًا وأطلقوا عليها اسم سانفيش. كانت هذه بداية شراكة طويلة بين الرجلين وأسرتيهما. بنيا سفينتهما التالية، ماري، التي يبلغ وزنها 40 طنًا في حوض القوارب الخاصة بهما على نهر أكواسيت. ومن ثم باعا سفينتي ماري و سانفيش لتمويل بناء سفينة جديدة باسم رانجر - وهي عبارة عن مركب بسعة 69 طن - في عام 1796 في حوض القوارب في ويستبورت.
بحلول عام 1800، كان كاف لديه ما يكفي من رأس المال لبناء وشراء حصة نصفية من سفينة هيرو التي تزن 162 طن. في ذلك الوقت، عُدَّ كاف واحدًا من أكبر الأثرياء - إن لم يكن الأكثر ثراءً – من الأمريكيين الأفارقة أو الأمريكيين الأصليين في الولايات المتحدة. بُنيت سفينته الضخمة ألفا والتي تزن 268 طن عام 1806. ثم سفينته المفضلة ترافلر في الستة التي تلتها. في عام 1811، عندما أخذ كاف سفينته ترافلر إلى ليفربول، ذكرت صحيفة ذا تايمز اللندنية أنها ربما كانت أول سفينة «مملوكة بالكامل من قِبَل الزنوج» تصل إلى أوروبا.